# Gebe
Gebe (indonesiano: (Pulau Gebe) è un'isola dell'Indonesia, situata nel Mar di Halmahera, appartenente al gruppo della Molucche.
Gebe giace ad est di Halmahera, separata da quest'ultima dallo Stretto di Jailolo.
L'isola, con una lunghezza di 45 km e una larghezza compresa fra i 4 e i 6 km, ha una superficie di circa 200 km²
Il territorio è prevalentemente pianeggiante (altezza massima: 416 metri) e ricoperto da foreste equatoriali. L'economia si basa sullo sfruttamento dei ricchi giacimenti di nichel.
Amministrativamente appartiene alla provincia di Maluku Settentrionale. La città principale è Umera.